# Grydeskov
Grydeskov, Gryde Skov (dansk) eller Grüder Holz (tysk) er et lille skovområde beliggende i naturskønne områder i et let kuperet morænelandskab sydøst for Isted mellem Isted Sø og Langsøen i det sydlige Angel. Skoven gennemløbes af den lille Grydebæk, der løber ud i Langsøen. I administrativ henseende hører skoven under Isted Kommune i Slesvig-Flensborg kreds i den nordtyske delstat Slesvig-Holsten. I den danske tid hørte skoven under Skovby Sogn i Strukstrup Herred (Gottorp Amt). Skoven fungerer som rekreativt område med flere afmærkede vandre-og cykelstier. I vest grænser skoven til den 196 ha store Isted Skov.
Skovens navn er første gang dokumenteret 1642. Navnet er afledt af glda. gryt i beytdning sten (sml. norrønt grȳta, grjōt). Der er tidligere gravet grus.
I juli 1850 kom det til kamphandlinger mellem danske og tyske tropper ved Grydeskov, Bøgholt og Bøgmose (se Slaget ved Isted). Under angrebet på Grydeskoven faldt den danske officier Frederik Læssøe den 25.juli 1850. Han blev senere begravet i Flensborg.